# Paul Le Caër
Paul Le Caër (* 12. Dezember 1923 in Bayeux; † 25. November 2016 in Le Breuil-en-Auge, Calvados) war ein französischer Überlebender des KZ Mauthausen und Widerstandskämpfer gegen den Nationalsozialismus.

## Leben
Paul Le Caër wurde im Februar 1943 als neunzehnjähriger Gymnasiast aufgrund seines Widerstandes gegen die deutsche Besatzung (in der Widerstandsgruppe „Cohors-Asturies“) von der Gestapo im Klassenzimmer verhaftet. Über das Internierungslager in Royallieu bei Compiègne wurde er im April 1943 in das KZ Mauthausen (Häftlingsnummer 27008) verschleppt. Nach einer Verlegung ins KZ-Nebenlager Wiener Neustadt kam er im November 1943 in das KZ-Außenlager Redl-Zipf (Deckname „Schlier“) und wurde zu schweren Erdarbeiten eingeteilt. Nach einem Zusammenbruch hatte er das Glück, körperlich am Ende, zu Sanitäterdiensten im „Krankenrevier“ herangezogen zu werden und überlebte nur so die mörderische Arbeit im KZ. Als die SS das Außenlager Anfang Mai 1945 auflöste und die Häftlinge in das Außenlager Ebensee transportierte, konnte er fliehen. Im Zuge seiner Flucht nahm er das „Totenbuch“ des Lagers mit den Namen von 266 ermordeten Häftlingen an sich und bewahrte es vor der Vernichtung.
Am 8. Mai 1945 stieß Paul Le Caër auf das KZ-Außenlager Lenzing und informierte in der Folge die Alliierten Streitkräfte über das Lager bzw. versuchte, den im Lager untergebrachten weiblichen KZ-Häftlingen zu helfen.
In den Tagen kurz nach der Befreiung gelang es Paul Le Caër mit zweien seiner Mithäftlinge, den letzten Lagerkommandanten von Schlier aufzuspüren, gefangen zu nehmen und den amerikanischen Behörden auszuliefern.
Zurückgekehrt nach Frankreich, legte er im September 1945 die Reifeprüfung am Gymnasium Malherbe in Caen ab. 1948 erlangte er das Diplom für Zahnmedizin an der Universität Paris und betrieb ab diesem Jahr eine Praxis in Deauville. 1973 habilitierte er sich in Zahnmedizin in Paris. 1986 begab sich Paul Le Caër in den Ruhestand. Er verstarb am 25. November 2016.

## Erinnerungsarbeit
Nach Kriegsende bemühte sich Paul Le Caër um die Errichtung eines Gedenksteins für die in Redl-Zipf ermordeten KZ-Häftlinge. Am 3. Mai 1985 wurde dieser abseits des ehemaligen Lagergeländes neben der Kirche eingeweiht. Die Neugestaltung des Denkmals wurde 2014 durchgeführt.
1984 begann Paul Le Caër seine Erinnerungen aufzuschreiben. Er schuf einen Text, der in der Dritten Person über sich und seine schrecklichen Erfahrungen im Lager erzählt. Dieser Text entwickelte sich über zwei Jahrzehnte weiter und erschien in französischer Sprache in drei Fassungen, wovon die zweite für eine deutsche Übersetzung vom Autor vollständig überarbeitet wurde.
Daneben widmete er sich der Dokumentationsarbeit, um so die Gewaltverbrechen der SS belegen zu können. Er legte eine Sammlung aller auffindbaren Bildquellen über das Lager Mauthausen an und publizierte diese gemeinsam mit Bob Sheppard.
Ein weiteres Feld seiner Erinnerungsarbeit war die Mithilfe beim Aufspüren von SS-Angehörigen, die nach 1945 in die USA emigriert und dort untergetaucht waren.
In den Jahren nach seinem Rückzug aus dem Berufsleben trat Paul Le Caër immer wieder als Zeitzeuge an französischen und österreichischen Schulen auf, um über seine Erfahrungen in den Konzentrationslagern zu berichten und um im Rahmen von Gedenkfahrten mit Schülern die Orte von nationalsozialistischen Gewaltverbrechen aufzusuchen.

## Auszeichnungen und Ehrungen
Paul Le Caër erhielt zahlreiche (militärische) Auszeichnungen, z. B. „Commandeur de la Légion d’Honneur“. 2003 erhielt er das „Große Ehrenzeichen für Verdienste um die Republik Österreich“.
Paul Le Caër war ehrenamtlich in zahlreichen Organisationen aktiv, so etwa als Vize-Präsident der „Amicale de Mauthausen“ und Mitglied des Internationalen Mauthausenkomitees.

## Paul-Le Caer-Preis
Seit 2010 verleiht das Mauthausen Komitee Vöcklabruck eine Auszeichnung mit dem Titel Paul-Le Caër-Preis.
- 2010 wurde der Preis während der Gedenkveranstaltungen Anfang Mai von Paul-Le Caer persönlich an Alois Sattleder für seinen „Einsatz gegen Rassismus und Fremdenfeindlichkeit und für mehr Zivilcourage“ verliehen.[11][12]
- 2011 ging der Preis an die Berufsschule Attnang „für die Arbeit gegen das Vergessen und gegen das Auftreten rassistischer, extremistischer und fremdenfeindlicher Tendenzen im Bezirk Vöcklabruck“.[13]
- 2012 wurde der Preis an den Ungenacher Pfarrer Josef Friedl „für dessen mutiges Eintreten im Fall Zogaj“ verliehen.[14]
- 2013 erhielt den Preis die Rosenschule in Attnang-Puchheim für eine Solidaritätsaktion für eine kosovarische Familie[15]
- 2014 wurde der Preis an das Vokal- und Instrumentalensemble Mira für „20 Jahre aktiv(en) und künstlerisch wertvoll(en Einsatz) für Toleranz, Menschlichkeit und Antifaschismus“ verliehen.[16]
- 2015 ging der Preis an die Jungen Grünen Attnang-Puchheim für Aktionen gegen NS-Straßennamen, für einen Roma-Rastplatz und gegen ein Bettelverbot.[17]
- 2016 wurde der Preis an Werner und Elisabeth Sallinger-Leidenfrost für ihre Hilfsleistungen für Notleidende verliehen.[18]
- 2018 erhielt den Preis das Oberstufenrealgymnasium der Franziskanerinnen von Vöcklabruck für den besonderen Einsatz für Menschenrechte und gegen Rassismus[19]
- 2019 wurde der Preis dem Bündnis Vöcklabruck gegen Rechts für das Verhindern von Aktivitäten der rechtsextremen Identitären verliehen.[20]
- 2020 ging der Preis an die Mittelschule Vöcklamarkt. Lehrer und Schüler der Schule hatten sich gegen die Abschiebung eines Schülers und dessen Familie nach Tschetschenien eingesetzt.[21]
- 2021 keine Verleihung wegen COVID-19.[22]
- 2022 wurde der Preis an Margret Lehner-Wessely verliehen – für ihren jahrzehntelangen Beitrag zur lokalen Gedenkkultur.[23]

## Publikationen
- Paul Le Caër: Schlier 1943–1945. Herausgegeben von der Amicale de Mauthausen. Paris 1984
- Paul Le Caër und Etienne Le Caër: KL Mauthausen. Les Cicatrices de la Mémoire. Editions Heimdal 1996, ISBN 978-2-84048-095-2.
- Paul Le Caër und Bob Sheppard: Mauthausen. (Album Mémorial) 2. Aufl. Bayeux 2000, ISBN 978-2-84048-127-0.
- Paul Le Caër: Les Mystères du Lac Toplitz. Eigenverlag o. O. 2002
- Paul Le Caër: Ein junger Europäer in Mauthausen 1943–1945. Herausgegeben vom Bundesministerium für Inneres. Bundesministerium für Inneres – Ref. IV/4/a, Wien 2002, ISBN 3-9500867-3-0 (Mauthausen-Studien 2).
- Paul Le Caër: Mauthausen Crimes Impunis. Bayeux 2007, ISBN 978-2-915762-46-4.